# 飯田祐史
飯田 祐史（いいだ ゆうじ、1974年11月18日 - ）は、滋賀県栗太郡栗東町（現・栗東市）出身の現調教師・元騎手。
父も元騎手で元調教師の飯田明弘。
姪はタレントの足立梨花。

## 来歴
1993年に競馬学校9期生として、父・明弘の厩舎からデビュー。同期には伊藤直人、小林徹弥や、後に競馬学校世代で史上初の学士騎手となった川合達彦らがいる。
1年目の1993年は3月6日の阪神第2競走4歳未勝利・メイショウアルマダ（15頭中14着）で初騎乗を果たし、同日の第6競走4歳新馬・マイネルアルファで初勝利を挙げる。同21日には4歳牝馬特別（西）・ショウザンダイヤで重賞初騎乗を果たし、16頭中15番人気ながら5着に入る。2着にはショウサンダイヤと同じ父の管理馬であるタカノプリマが入ったが、飯田は同馬とコンビを組んだエリザベス女王杯（18頭中15着）にGI初騎乗を果たす。8月7日と翌8日には函館で初の2日連続勝利、10月9日の京都では初の1日2勝をマークするなど、19勝を挙げて中央競馬関西放送記者クラブ賞を獲得。
同年から2004年から12年連続2桁勝利を記録し、1996年8月3日には小倉で特別戦2連勝を含む初の1日3勝を挙げ、1998年からはメイショウオウドウの主戦騎手として活躍。1998年は京都4歳特別でミラクルタイムの3着→ラジオたんぱ賞でビワタケヒデにクビ差2着、1999年は朝日チャレンジカップでツルマルツヨシの2着→毎日王冠ではグラスワンダーと同タイムのハナ差2着→京阪杯ではロサードの3着と上位に入り続け、2000年には産経大阪杯を制して重賞初勝利を飾る。2000年のマイルチャンピオンシップで18頭中12番人気ながらアグネスデジタル・ダイタクリーヴァに次ぐ3着、2001年の安田記念でブラックホークの3着とマイルGIで健闘。2001年は安田記念の前哨戦のマイラーズカップではジョウテンブレーヴの2着となったが、有馬記念の前哨戦の鳴尾記念ではダイタクリーヴァ・アグネスゴールドを封じて逃げ切る。
1999年には自己最高となる42勝を記録し、夏の小倉では肉薄する高橋亮を退けてリーディングを獲得。秋にはブゼンキャンドルでローズステークスに騎乗し、ヒシピナクル・フサイチエアデールに次ぐ3着に追い込むと同時にトゥザヴィクトリー・エイシンルーデンスを抑えて秋華賞への優先出走権を獲得するが、秋華賞と同日の10月24日にマカオで行われる交換競走の派遣騎手に選出される。そのため本番での鞍上を安田康彦に譲るが、後に「僕が乗っていたら安田さんのような思い切った騎乗はできなかった」と語っている。マカオ遠征では5鞍に騎乗し、第7競走広島ハンデキャップをテイクコンフォートで勝ち、海外初勝利をマーク。他の4レースは7、7、3、4着であった。
以降も関西の中堅騎手として活躍を続け、2002年にはメジロマイヤーで雪が舞う中で行われたきさらぎ賞に騎乗。内から抜け出して追い比べで踏ん張り、6番人気ながら同レースタイレコードの1分47秒6の好タイムで勝利し、未勝利勝ちから3連勝での重賞初出走初制覇とサクラバクシンオー産駒の初重賞制覇に導く。2月17日の京都第4競走3歳新馬でレガシーカンツラーに騎乗した際に故障発生で転倒した馬を避け切れず接触して落馬し、京都市伏見区の蘇生会総合病院へ運ばれる。右鎖骨々折及び左股関節脱臼 の重傷を負うが、当初全治6ヶ月と診断 されながら3ヶ月の休養で復帰を果たす。復帰後はマーメイドステークスで12頭中12番人気の関東馬タイキトゥインクルに騎乗し、ヤマカツスズランを2番手で終始マークすると、ローズバド・ハッピーパスを抑えて3着に粘った。雨の中で行われた小倉記念を1000万条件を勝ち上がったばかりのアラタマインディで制して重賞2勝目をマークし、同年は重賞2勝を含む22勝を挙げているが、この負傷事故以降の勝利数は10勝台で推移し、2005年は初の1桁となる7勝に終わる。2006年は14勝を挙げるが、2007年は5勝、2008年から2010年には3年連続10勝台の2桁勝利を記録。
2008年はホッコータキオンでデイリー杯2歳ステークスではシェーンヴァルトにゴール前クビ差捕らえられるも2着に逃げ粘り、朝日杯フューチュリティステークスではブレイクランアウトと叩き合いを演じて4着であった。12月28日の中京第12競走尾張ステークスでは18頭中10番人気のヘイローフジに騎乗し、14番手から追い込んで逃げ粘るサープラスシンガーをハナ差捕らえ、ヘイローフジでは2009年の京阪杯で18頭中16番人気ながら3着に追い込んだ。2010年は4月17日の阪神第5競走3歳未勝利で18頭中14番人気のヒダカタイザン、7月25日の小倉第1競走3歳未勝利では18頭中17番人気のオーナーズアイで勝利して単勝万馬券を演出。
2011年にはキョウワジャンヌでローズステークスでホエールキャプチャ・マイネイサベルに次ぐ3着に入り、秋華賞ではアヴェンチュラに食い下がって低評価を覆す2着と健闘。2012年には調教師試験に合格し、石橋守と共に出席した調教師免許交付式では「騎手と調教師、2つの免許を持っている貴重な時間を大切にしたい」と話した。同年にはメイショウマンボの新馬戦と阪神ジュベナイルフィリーズに騎乗し、新馬を圧巻のパフォーマンスで勝利。かなりの手応えを感じてGIへと進んだが、普段は大人しかったメイショウマンボは厩務員を振り落としたり、馬場に向かう時に立ち上がったりするようになる。その状態で迎えた当日は返し馬から凄くうるさく、ゲートも入った瞬間から潜って出遅れてしまう。レース後に陣営はもう一度メイショウマンボの心と向き合い直し、メンタル面を大切にする調教方法が強化されていった。飯田はメイショウマンボの母メイショウモモカ、祖母メイショウアヤメと、3代共にレースで手綱を取っている。特に祖母のメイショウアヤメは強烈な印象を残し、がっちりした体格で、飯田自身が未熟であったこともあり、全然抑え切れなかった。母のメイショウモモカも凄く引っ掛かる馬であった。2013年1月19日の中京第8競走4歳以上500万下・ウイングザムーンが最後の勝利となり、2月24日の阪神第7競走4歳以上500万下・ルスナイスナイパー（15頭中4着）が最後の騎乗となった。レース後の引退セレモニーでは明弘と同期の小林から花束が贈呈され、騎手仲間から胴上げされた。
同月末を以って引退し、明弘の下で技術調教師として活動。デビュー戦に跨ったメイショウマンボを裏方として支え、GI3勝に大きく貢献。秋華賞の追い切り前には病気療養中の明弘に代わり、鞍上の武幸四郎と打ち合わせしながら坂路を下りていく姿も見えるなど、メイショウマンボは明弘と祐史の親子による合作仕上げという雰囲気であった。シャンティイのパスカル・バリー厩舎で2ヶ月ほど研修し、ヨーロッパの競馬を肌で学んだ。2014年3月に体調不良によって勇退した明弘を引き継ぎ、厩舎を開業した。同1日の小倉第1競走3歳未勝利・ルスナイプリンセス（14頭中2着）で初出走、16日にはフィリーズレビュー・ホッコーサラスター（16頭中9着）て重賞初出走を果たす。4月5日の阪神第1競走3歳未勝利・ルスナイプリンセスで通算15戦目での初勝利を挙げ、GI初出走となったヴィクトリアマイルではメイショウマンボがヴィルシーナの2着に入る。2019年からはメイショウダッサイが障害戦線で活躍し、小倉サマージャンプで調教師としての重賞初勝利、2020年には中山大障害を制して騎手時代含めてGI初制覇を飾ると、2021年の中山グランドジャンプでは同GI6連覇を狙ったオジュウチョウサンを破ってGI連勝を果たした。2020年はエイティーンガールがキーンランドカップを制して平地重賞初制覇を挙げ、10月10日の京都第10競走長岡京ステークス・メイショウオーパスで現役153人目（当時）の通算100勝を達成した。

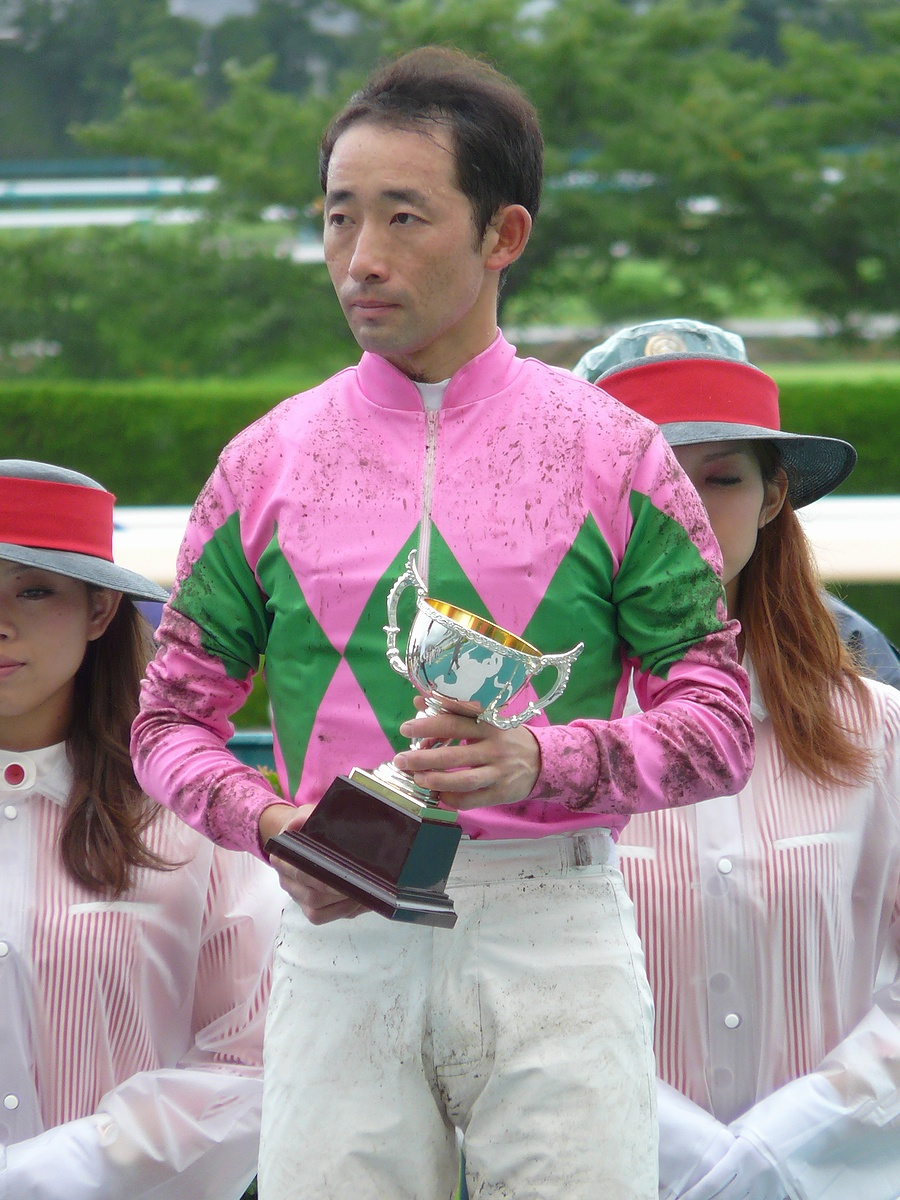
騎手時代(2011年)
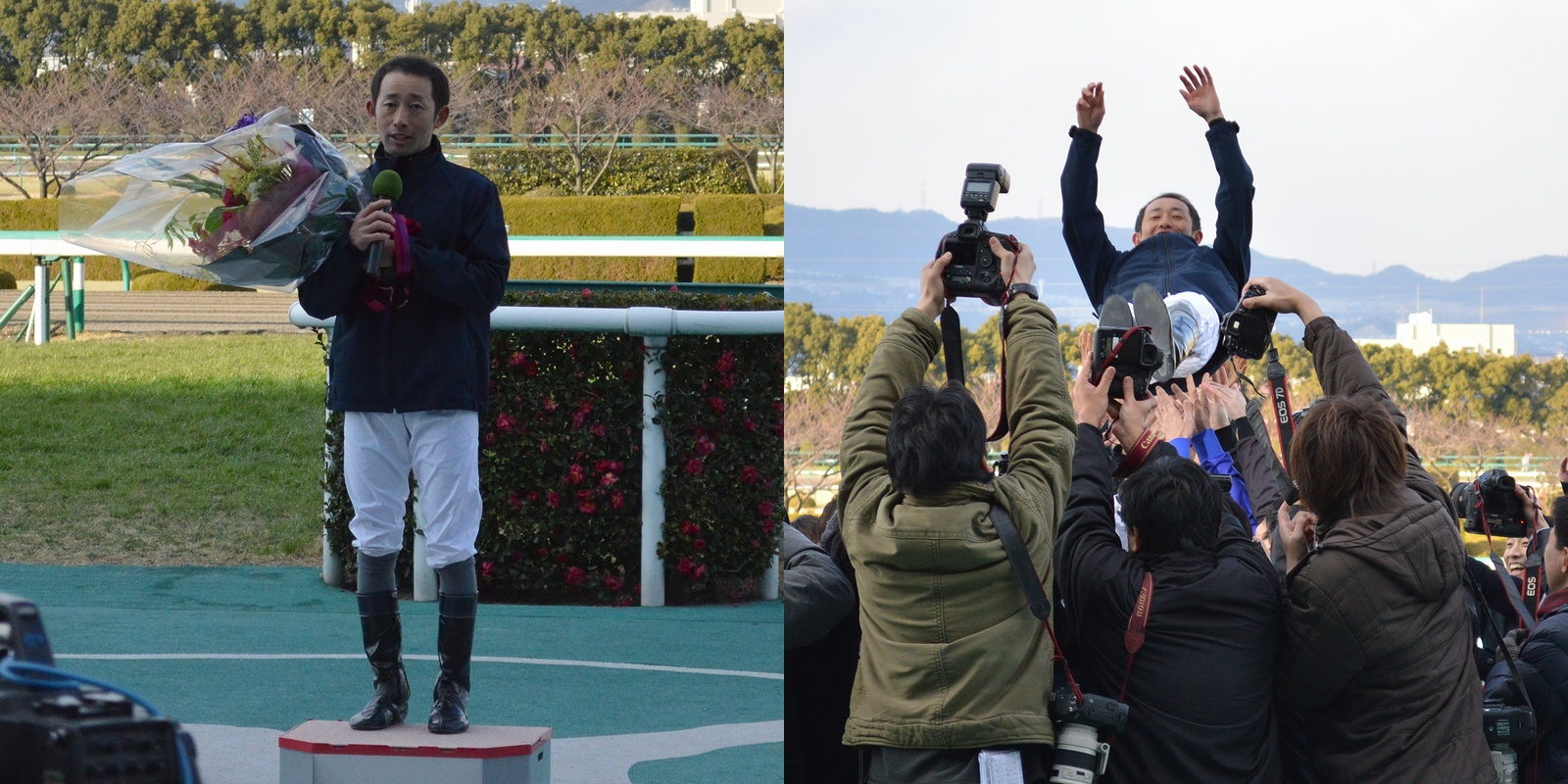
引退式

## 騎乗成績
|            | 日付           | 競馬場・開催  | 競走名           | 馬名               | 頭数 | 人気 | 着順 |
| ---------- | -------------- | ------------- | ---------------- | ------------------ | ---- | ---- | ---- |
| 初騎乗     | 1993年3月6日   | 1回阪神3日2R  | 4歳未勝利        | メイショウアルマダ | 15頭 | 10   | 14着 |
| 初勝利     | 1993年3月6日   | 1回阪神3日6R  | 4歳新馬          | マイネルアルファ   | 11頭 | 4    | 1着  |
| 重賞初騎乗 | 1993年3月21日  | 1回阪神8日11R | 4歳牝馬特別      | ショウザンダイヤ   | 16頭 | 15   | 5着  |
| 重賞初勝利 | 2000年4月2日   | 2回阪神4日11R | 大阪杯           | メイショウオウドウ | 16頭 | 1    | 1着  |
| GI初騎乗   | 1993年11月14日 | 6回京都4日10R | エリザベス女王杯 | タカノプリマ       | 18頭 | 17   | 15着 |

| 年度   | 1着 | 2着 | 3着 | 騎乗数 | 勝率 | 連対率 | 複勝率 |
| ------ | --- | --- | --- | ------ | ---- | ------ | ------ |
| 1993年 | 19  | 28  | 28  | 342    | .056 | .137   | .219   |
| 1994年 | 33  | 21  | 25  | 365    | .090 | .148   | .216   |
| 1995年 | 28  | 25  | 26  | 339    | .083 | .156   | .233   |
| 1996年 | 19  | 23  | 19  | 291    | .065 | .144   | .210   |
| 1997年 | 17  | 20  | 24  | 298    | .057 | .124   | .205   |
| 1998年 | 26  | 38  | 29  | 343    | .076 | .187   | .271   |
| 1999年 | 42  | 51  | 41  | 481    | .087 | .193   | .279   |
| 2000年 | 25  | 50  | 32  | 459    | .054 | .163   | .233   |
| 2001年 | 33  | 28  | 27  | 438    | .075 | .139   | .201   |
| 2002年 | 22  | 12  | 21  | 298    | .074 | .114   | .185   |
| 2003年 | 15  | 15  | 21  | 333    | .045 | .090   | .153   |
| 2004年 | 14  | 17  | 23  | 252    | .056 | .123   | .214   |
| 2005年 | 7   | 15  | 16  | 249    | .028 | .084   | .149   |
| 2006年 | 14  | 9   | 14  | 263    | .053 | .087   | .141   |
| 2007年 | 5   | 8   | 4   | 185    | .027 | .070   | .092   |
| 2008年 | 19  | 10  | 17  | 220    | .086 | .132   | .209   |
| 2009年 | 16  | 15  | 17  | 251    | .064 | .124   | .191   |
| 2010年 | 10  | 11  | 13  | 229    | .044 | .092   | .148   |
| 2011年 | 7   | 2   | 7   | 147    | .048 | .061   | .109   |
| 2012年 | 8   | 7   | 7   | 144    | .056 | .104   | .153   |
| 2013年 | 1   | 3   | 1   | 27     | .037 | .148   | .185   |
| 中央   | 380 | 407 | 412 | 5954   | .064 | .132   | .201   |
| 地方   | 12  | 8   | 9   | 80     | .150 | .250   | .363   |

### 主な騎乗馬
- メイショウオウドウ（2000年産経大阪杯、2001年鳴尾記念）
- メジロマイヤー（2002年きさらぎ賞）
- ホーマンキュート（2002年名古屋優駿）
- マイネルディバイン（2002年グランシャリオカップ）
- アラタマインディ（2002年小倉記念）

その他
- キョウワジャンヌ（2011年秋華賞2着）
- ブゼンキャンドル（1999年ローズステークス3着）
- メイショウマンボ
- テイエムジャンボ
- リターンエース

## 調教師成績
中央競馬
|            | 日付           | 競馬場・開催  | 競走名             | 馬名               | 頭数 | 人気 | 着順 |
| ---------- | -------------- | ------------- | ------------------ | ------------------ | ---- | ---- | ---- |
| 初出走     | 2014年3月1日   | 1回小倉7日1R  | 3歳未勝利          | ルスナイプリンセス | 14頭 | 5    | 2着  |
| 初勝利     | 2014年4月5日   | 2回阪神3日1R  | 3歳未勝利          | ルスナイプリンセス | 16頭 | 3    | 1着  |
| 重賞初出走 | 2014年3月16日  | 1回阪神6日11R | フィリーズレビュー | ホッコーサラスター | 16頭 | 4    | 9着  |
| 重賞初勝利 | 2019年7月27日  | 2回小倉1日8R  | 小倉サマージャンプ | メイショウダッサイ | 12頭 | 1    | 1着  |
| GI初出走   | 2014年5月18日  | 2回東京8日11R | ヴィクトリアマイル | メイショウマンボ   | 18頭 | 3    | 2着  |
| GI初勝利   | 2020年12月26日 | 5回中山7日10R | 中山大障害         | メイショウダッサイ | 16頭 | 1    | 1着  |

### 主な管理馬
※括弧内は当該馬の優勝重賞競走、太字はGI級競走。
- メイショウマンボ
- メイショウダッサイ（2019年小倉サマージャンプ、2020年東京ハイジャンプ・中山大障害、2021年中山グランドジャンプ）
- エイティーンガール（2020年キーンランドカップ、2021年京阪杯）